# Котов Олександр Іванович
Олександр Іванович Котов (нар. 21 травня 1949, Москва, СРСР — 25 жовтня 2009) — радянський футболіст, виступав на позиції нападника та півзахисника.

## Життєпис
Вихованець футбольної школи московського «Локомотива». Виступав за дублюючі команди «залізничників» та «Динамо» з Москви. У чемпіонаті СРСР дебютував 8 червня 1970 року в матчі проти «Зеніту». Вийшовши в стартовому складі, Котов відкрив рахунок на 20-й хвилині.
У 1971 році повернувся в «Локомотив», у цьому ж році став гравцем команди другої ліги «Таврія» з Сімферополя, разом із іншими недавніми гравцями команд вищої ліги Миколою Тарановим, Володимиром Зотиковим та Ігорем Тельновим, проте вже в цьому ж році покинув команду. Надалі грав у клубах «Зірка» (Кіровоград) та «Кривбас» (Кривий Ріг). Завершив кар'єру в 1976 році в карагандинському «Шахтарі».

## Досягнення
«Динамо»
- Кубок СРСР
  -  Володар (1): 1970

«Зірка»
- Кубок УРСР
  -  Володар (1): 1973